# William O'Brien (2e marquis de Thomond)
William O'Brien, 2e marquis de Thomond (1765 - 21 août 1846) est un pair irlandais.

## Biographie
Il est né à Ennistymon, comté de Clare, du capitaine Edward Dominic O'Brien et de Mary Carrick. Il succède comme marquis de Thomond en 1808 à son oncle Murrough O'Brien (1er marquis de Thomond), et est nommé conseiller privé et chevalier de l'Ordre de Saint-Patrick le 11 novembre 1809. Il est créé baron Tadcaster dans la pairie britannique en 1826.
À sa mort en 1846, son titre passe à son frère, James O'Brien (3e marquis de Thomond).

## Famille
William O'Brien épouse Elizabeth Rebecca Trotter (1775-1852), fille de Thomas Trotter de Duleek et Meath le 16 septembre 1799. Ils n'ont aucun fils, mais quatre filles :
- Susan Maria épouse le capitaine, plus tard contre-amiral George Frederick Hotham, et ils sont les parents de Charles 4e Lord Hotham
- Sarah épouse le major William Stanhope Taylor
- Mary épouse Richard White (2e comte de Bantry)
- Elizabeth épouse George Stucley Bucke, devenu en 1859 George Stucley (en), 1er baronnet